# Dipsastraea lacuna
Dipsastraea lacuna is een rifkoralensoort uit de familie Merulinidae. De wetenschappelijke naam van de soort is voor het eerst geldig gepubliceerd in 2000 door John Edward Norwood Veron, E. Turak & L. DeVantier.